# Markus Sammer
Markus Sammer, né le 20 mai 1988 est un bobeur autrichien.

## Palmarès

### Championnats monde
- : médaillé d'argent en bob à 4 aux championnats monde de 2021.

### Coupe du monde
- 15 podiums  : 
  - en bob à 2 : 4 troisièmes places.
  - en bob à 4 : 7 deuxièmes places et 4 troisièmes places.